# 須磨琴
須磨琴（すまこと）とは、一枚の板に一本の弦だけが張られた、単純な構造の一絃琴である。盧管と呼ばれる長短2本の爪を指先にはめて和歌を歌いながら演奏する邦楽である。その起源には複数の説が存在するが、最も有名なのは、六歌仙の一人として知られる在原業平の兄である在原行平が平安時代、文徳天皇時に須磨に流された際、寂しさを紛らわすために、浜辺に流れ着いた木片から、後に須磨琴と呼ばれる一絃琴を製作したと伝えられている説である。須磨琴はまた板琴、独絃琴、一つ緒の琴という名でも知られている。1965年に神戸市須磨区の上野山福祥寺、通称須磨寺において須磨琴保存会が発足した。当初、和田玉邦先生より指導を受けるが、昭和47年音楽性の違いにより、和田氏と別れ活動することを決意し独立。和田氏はお稽古場を他に移して「あけぼの会」として活動を存続し、現在も「一絃琴あけぼの会」として一絃琴の保存継承に力を注いでいる。なお「須磨琴」は福祥寺が商標登録を申請し、福祥寺のみが使える名称である。